# Noruega en los Juegos Olímpicos de Sochi 2014
Noruega estuvo representada en los Juegos Olímpicos de Sochi 2014 por un total de 134 deportistas que compitieron en 12 deportes. Responsable del equipo olímpico fue el Comité Olímpico Noruego, así como las federaciones deportivas nacionales de cada deporte con participación.
El portador de la bandera en la ceremonia de apertura fue el esquiador alpino Aksel Lund Svindal.

## Medallistas
El equipo olímpico noruego obtuvo las siguientes medallas:
| Nombre                                                                  | Deporte           | Competición                   |
| ----------------------------------------------------------------------- | ----------------- | ----------------------------- |
| Oro                                                                     |                   |                               |
| Ole Einar Bjørndalen                                                    | Biatlón           | 10 km M                       |
| Emil Hegle Svendsen                                                     | Biatlón           | 15 km M                       |
| Tora Berger Tiril Eckhoff Ole Einar Bjørndalen Emil Hegle Svendsen      | Biatlón           | Relevo mixto                  |
| Jørgen Graabak                                                          | Combinada nórdica | Trampolín grande + 10 km M    |
| Magnus Moan Håvard Klemetsen Magnus Krog Jørgen Graabak                 | Combinada nórdica | Trampolín grande + 4 × 5 km M |
| Kjetil Jansrud                                                          | Esquí alpino      | Supergigante M                |
| Ola Vigen Hattestad                                                     | Esquí de fondo    | Velocidad M                   |
| Maiken Caspersen Falla                                                  | Esquí de fondo    | Velocidad F                   |
| Marit Bjørgen                                                           | Esquí de fondo    | 15 km F                       |
| Marit Bjørgen                                                           | Esquí de fondo    | 30 km F                       |
| Ingvild Flugstad Østberg Marit Bjørgen                                  | Esquí de fondo    | Velocidad por equipos F       |
| Plata                                                                   |                   |                               |
| Tora Berger                                                             | Biatlón           | 10 km F                       |
| Fanny Horn Tiril Eckhoff Ann Kristin Flatland Tora Berger               | Biatlón           | 4 × 6 km F                    |
| Magnus Moan                                                             | Combinada nórdica | Trampolín grande + 10 km M    |
| Ingvild Flugstad Østberg                                                | Esquí de fondo    | Velocidad F                   |
| Therese Johaug                                                          | Esquí de fondo    | 30 km F                       |
| Ståle Sandbech                                                          | Snowboard         | Slopestyle M                  |
| Bronce                                                                  |                   |                               |
| Tarjei Bø Johannes Thingnes Bø Ole Einar Bjørndalen Emil Hegle Svendsen | Biatlón           | 4 × 7,5 km M                  |
| Tiril Eckhoff                                                           | Biatlón           | 12,5 km F                     |
| Magnus Krog                                                             | Combinada nórdica | Trampolín normal + 10 km M    |
| Kjetil Jansrud                                                          | Esquí alpino      | Descenso M                    |
| Henrik Kristoffersen                                                    | Esquí alpino      | Eslalon M                     |
| Martin Sundby                                                           | Esquí de fondo    | 30 km M                       |
| Therese Johaug                                                          | Esquí de fondo    | 10 km F                       |
| Heidi Weng                                                              | Esquí de fondo    | 15 km F                       |
| Kristin Størmer Steira                                                  | Esquí de fondo    | 30 km F                       |
| Anders Bardal                                                           | Saltos en esquí   | Trampolín normal M            |